# Mar Bianco
Il Mar Bianco (in russo Белое море? beloe more, /ˈbʲɛlʌjɪ ˈmɔrʲɪ/) è un mare laterale del Mar Glaciale Artico.

## Geografia

### Superficie
Il Mar Bianco occupa una superficie di circa 90.000 km² e ha un volume complessivo pari a circa 6000 km³. La profondità media è di 67 m mentre la profondità massima è di 350 m. È delimitato a nord dalla penisola di Kola e dalla linea ideale che va da capo Svjatoj a capo Kanin; a occidente dalla Carelia; a sud dall'Oblast' di Arcangelo. Essendo quasi completamente circondato dalla terraferma è spesso considerato un mare interno, nel quale si trova l'arcipelago delle Isole Soloveckie.

### Suddivisione
Il Mar Bianco è suddiviso in quattro parti. L'area di passaggio dal Mar Bianco al Mare di Barents, larga dai 100 ai 170 km, è detta Voronka.
A sud-est della Voronka si trova il golfo del Mezen', profondo soli 13 m. Lo stretto, di ampiezza che va dai 40 ai 60 km e profondo dai 40 ai 60 m, detto Gorlo, introduce nel mar Bianco propriamente detto, a sua volta costituito da un bacino centrale e tre baie, da est a ovest rispettivamente la baia della Dvina e la baia dell'Onega (separate dalla penisola di Onega) ed il golfo di Kandalakša.

### Clima
Il clima è di tipo continentale, con inverni lunghi e molto rigidi, le temperature calano fino a -30 °C, ed estati calde. La temperatura dell'aria difficilmente sale oltre i 15-20 °C, ma può raggiungere anche i 30 °C. La temperatura dell'acqua raggiunge il valore massimo in agosto con 14-15 °C nella baia di Kandalakša, 12-13 °C nel bacino centrale e soli 7-8 °C nel Gorlo. In inverno parte del mare è coperto di ghiaccio e neve, ma solo negli inverni particolarmente rigidi il mare gela completamente.
D'inverno la temperatura dell'acqua è vicina alla temperatura di congelamento che, a causa della salinità, è tra i 0 e i -1,9 °C. Al di sotto del termoclino la temperatura è costante nell'anno ed è pari a -1,4 °C.

### Salinità
La salinità varia a seconda dell'apporto di acque dolci, gli apporti più significativi di acque dolci giungono dal fiume Dvina Settentrionale (143 km³/a), dal Mezen' (33 km³/a) e dal fiume Onega (21 km³/a); tutti e tre sfociano nella parte orientale del mare. Nel complesso vi è un apporto annuo di acque dolci annuo pari a 228 km³. 
In superficie, nelle zone centrali, la salinità varia tra il 24-27‰, in profondità è intorno al 30‰. Il Mar Bianco è leggermente meno salino del Mare di Barents.

## Porti e trasporti
Il porto principale è Arcangelo, il fiume principale è la Dvina Settentrionale. Nel 1933 fu aperto il Canale Mar Bianco-Mar Baltico; vi è inoltre un canale che tramite il fiume Volga pone in collegamento il Mar Caspio con il Mar Nero. I porti del mar Bianco sono chiusi dal ghiaccio da ottobre/novembre fino a maggio.

## Stazioni di ricerca
Nella baia di Kandalašskij si trovano numerose stazioni di ricerca biologica, tra le quali una dell'Accademia russa delle scienze.